# 幾春別駅
幾春別駅（いくしゅんべつえき）は、かつて北海道三笠市幾春別町1丁目に置かれていた、北海道旅客鉄道（JR北海道）幌内線（支線）の駅（廃駅）である。電報略号はイク。事務管理コードは▲131523。

## 歴史

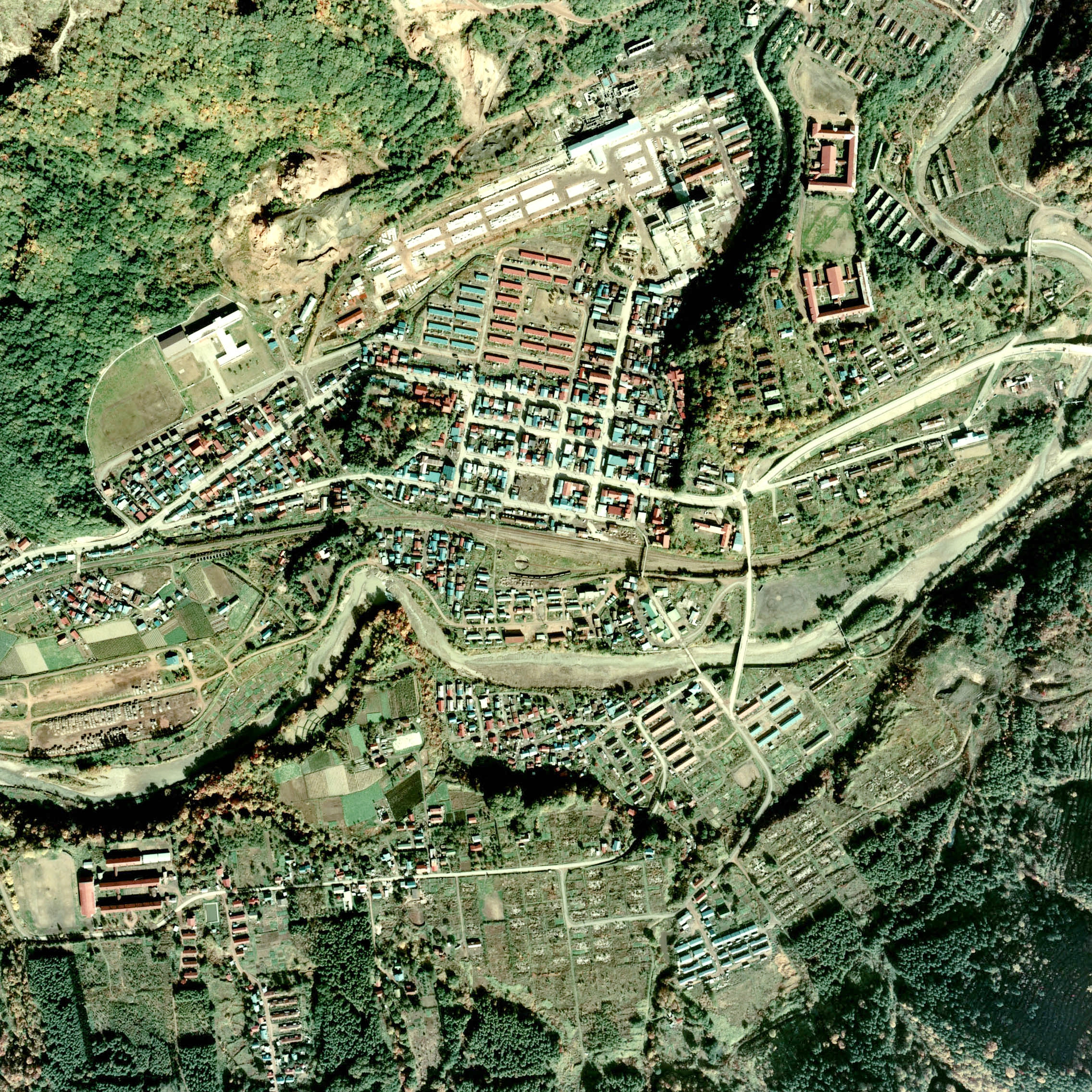
1976年の幾春別駅と周囲1 km範囲。左が岩見沢方面。すぐ南を幾春別川が西へ流れ、右端上流側では北から奔別川が合流する。単式ホーム1面1線、駅舎横の貨物ホームに引込み線、駅裏に5-6本の仕分線、外側に転車台の残る機回し線を有する。各線は右方駅端で一旦合流した後3本に分かれ、再び合流して折り返し線となって長く伸びている。
三笠から幾春別まで延伸する要因となった北炭幾春別炭鉱は、写真右端、幾春別川を挟んだ川向にあった。駅端の折り返し線は元来この炭鉱の石炭積み込み線であり、ホッパーが設けられて、川向からコンベアで運ばれた石炭がここで貨車に積まれた。1957年（昭和32年）の閉山から約20年が経ち、その痕跡は殆ど残されていない。岩見沢方分岐点付近から上へ180°近いカーブを描いているのは、この写真の5年前に閉山した住友奔別炭鉱の専用線で、炭鉱設備や軌道跡が残されている。またその分岐点の先の木々の影になっている辺りから左端川沿いに見える営林署管轄のストックヤード（土場）中央へ向かって引込み線が伸びていたが、既に撤去されて久しく、こちらは軌道跡が畦道等に転用されている。このヤードへは昭和30年まで幾春別森林鉄道が敷かれていた。

官営幌内鉄道幾春別支線は、幌内太駅（三笠駅）より1マイル延伸しただけで建設を中断し放置されていたが、幾春別からの出炭及び販売を当初から目標として掲げ、当鉄道の業務を委託された北有社によって延伸開業された。当初は空知集治監の囚人が炭鉱労役に就いていたため、出炭駅である当駅や幌内駅の一般人の利用は多くなかったが、集治監の廃止による一般人の採用や幾春別炭砿の採炭量増加、奔別炭砿の開発により周辺人口が増えたこともあり、利用客が徐々に増え、特に戦後の増産体制によって一気に増加した。
年間乗降客数は1958年度（昭和33年度）に746,441人を記録しており、幌内線では三笠駅に次いで多かった。一方貨物の方は2つの大手炭鉱を擁していたため取扱量は同線で最大で、1963年（昭和38年）には発送量1,316,213 tと幌内駅の2倍以上を記録している。このため貨車扱い要員が多く駅員数も最多で、特に戦時中は女子採用者が多く、重労働であったためか、1942年（昭和17年）には70人という大所帯であった。
2021年現在でもホームの末端部と、構内にあったアカダモの木が残っている。

### 年表
- 1888年（明治21年）12月10日：官営幌内鉄道の郁春別駅（いくしゅんべつえき）として、北有社により開業[1]。一般駅[1]。
- 1889年（明治22年）
  - 5月28日：同日幾春別村が発足するが、これと前後して（月日不明）幾春別駅に改称[注 2]。
  - 12月11日：北海道炭礦鉄道に譲渡[1]。
  - 月日不詳：北炭幾春別炭砿出炭開始。
- 1890年（明治23年）11月21日：構内改良のため休止[5]。
- 1891年（明治24年）4月：営業再開[1]。
- 1906年（明治39年）
  - 10月1日：北海道炭礦鉄道の鉄道路線国有化により、官設鉄道に移管[1]。
  - 月日不詳：山県勇三郎が奔別の奈良炭礦（後の住友奔別）[注 3]を買収し、積込場まで専用線2.4 km敷設[6]。
- 1916年（大正5年）4月：伊沢良立（後に東邦炭砿株式会社に売却）が、弥生砿から当駅積込場へ運炭用馬車軌道を敷設[6]。
- 1927年（昭和2年）：東邦炭砿弥生砿の馬車軌道廃止（後の弥生駅の三笠側本線脇に積込場を設けたため）[6]。
- 1936年（昭和11年）3月：駅舎改築[6]。
- 1957年（昭和32年）：北炭幾春別炭砿が閉山[6]。
- 1959年（昭和34年）：構内改良により、本線側線増設[6]。
- 1960年（昭和35年）
  - 10月1日：住友石炭鉱業弥生炭炭砿、奔別炭砿と統合。奔別側からの出炭に切り替え[6]。
  - 10月20日：人道跨線橋設置[6]。
- 1971年（昭和46年）10月25日：住友石炭鉱業奔別炭砿が閉山。専用線廃止。
- 1972年（昭和47年）11月1日：三笠駅 - 幌内駅間が旅客営業を廃止し貨物支線となったため、岩見沢駅 - 幾春別駅間が本線となる[7]。
- 1981年（昭和56年）5月25日：貨物の取り扱いを廃止[8]。
- 1984年（昭和59年）2月1日：荷物の取り扱いを廃止[1]。業務委託化。
- 1986年（昭和61年）11月1日：無人駅となる[9]。
- 1987年（昭和62年）
  - 4月1日：国鉄分割民営化により、JR北海道に継承[1]。
  - 7月13日：幌内線の全線廃止に伴い、廃駅となる[1]。

## 駅名の由来
当駅が所在した地名より。幾春別川の川名から付いたものであるが、川名それ自体の由来となったアイヌ語は当地の様子が由来ではなく下流域（幌向付近）の様子からついたものである。
1882年（明治15年）前後の幌内村形成後から開拓者が入り始め、「郁春別」の当て字を付け、それが駅名となり、上流域の地名として定着した。
1889年（明治22年）5月28日に幾春別村が発足し、駅名も字が変更された。

## 駅構造
廃止時点で、1面1線の単式ホームを有する無人駅であった。

## 駅周辺
- 幾春別炭鉱
- 幾春別市民センター
- 幾春別郵便局
- 北海道中央バス「幾春別町」停留所

## 隣の駅
北海道旅客鉄道（JR北海道）
幌内線
弥生駅 - 幾春別駅